# Зибенштейн, Маргарита Иоанновна
Маргарита Иоанновна  Зибенштейн (Зибенштайн) — живописец.

## Биография
В начале 1910-х годов проходила обучение в Одесском художественном училище.
Жила в Одессе. Была дружна с В. Н. Акимович. Рисовала натюрморты, пейзажи и портреты.
С 1918 года — член Товарищества южнорусских художников.
С 1920 году эмигрировала. Жила в Королевстве СХС, в Вене, Париже.

## Участие в выставках
- Выставки Товарищества южнорусских художников (1913, 1916—1919)
- Выставка Одесского общества изящных искусств (лето 1918).
- 1-я народная выставка (1919).
- Выставка картин памяти Т. Г. Шевченко (1920).